# کریستورو سکوئیسک
شهر کریستورو سکوئیسک (به رومانیایی: Cristuru Secuiesc) در شهرستان هرگیتا در کشور رومانی واقع شده‌است. جمعیت این شهر ۱۱٬۲۹۱ نفر  است.

## نگارخانه

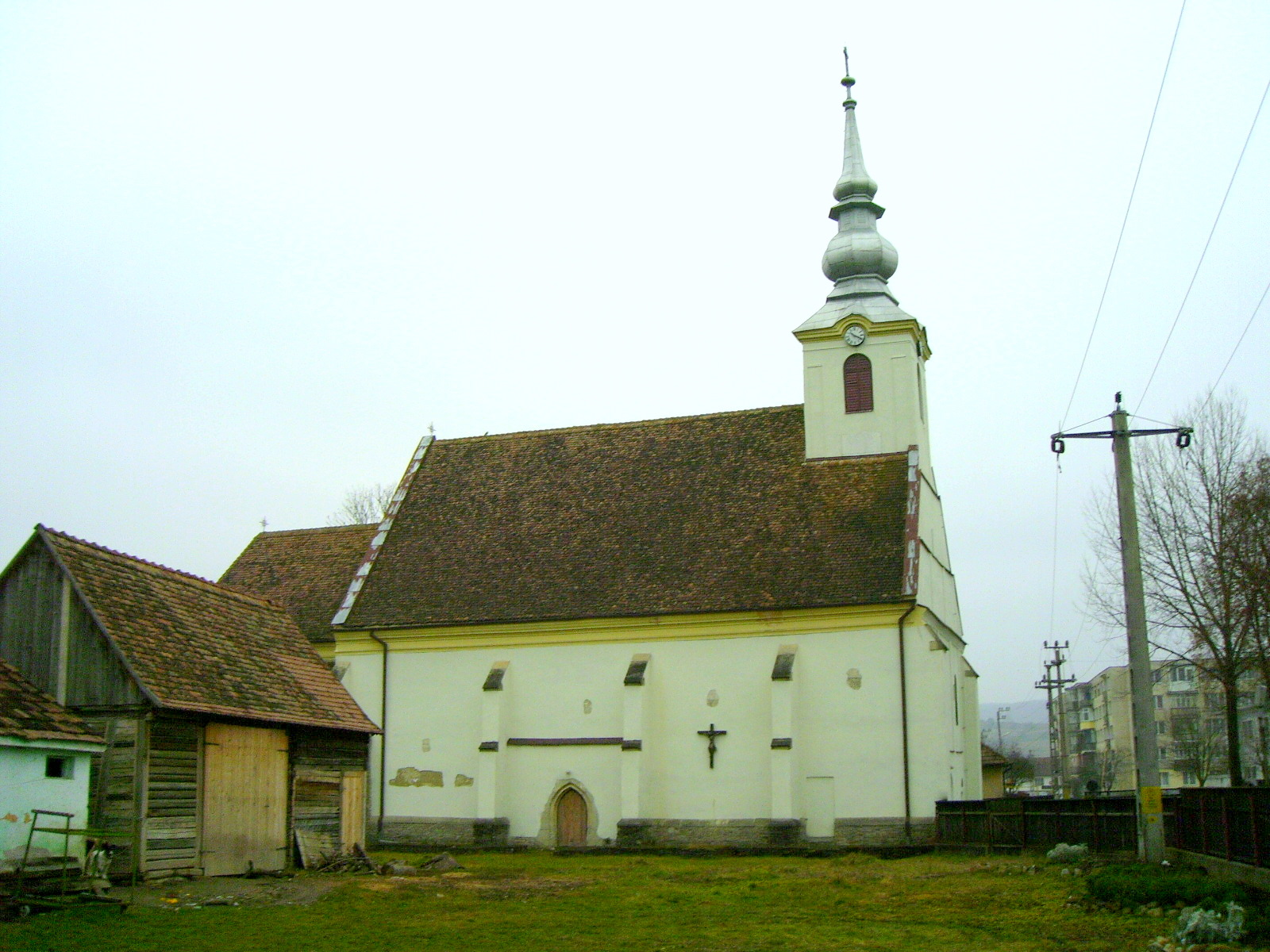
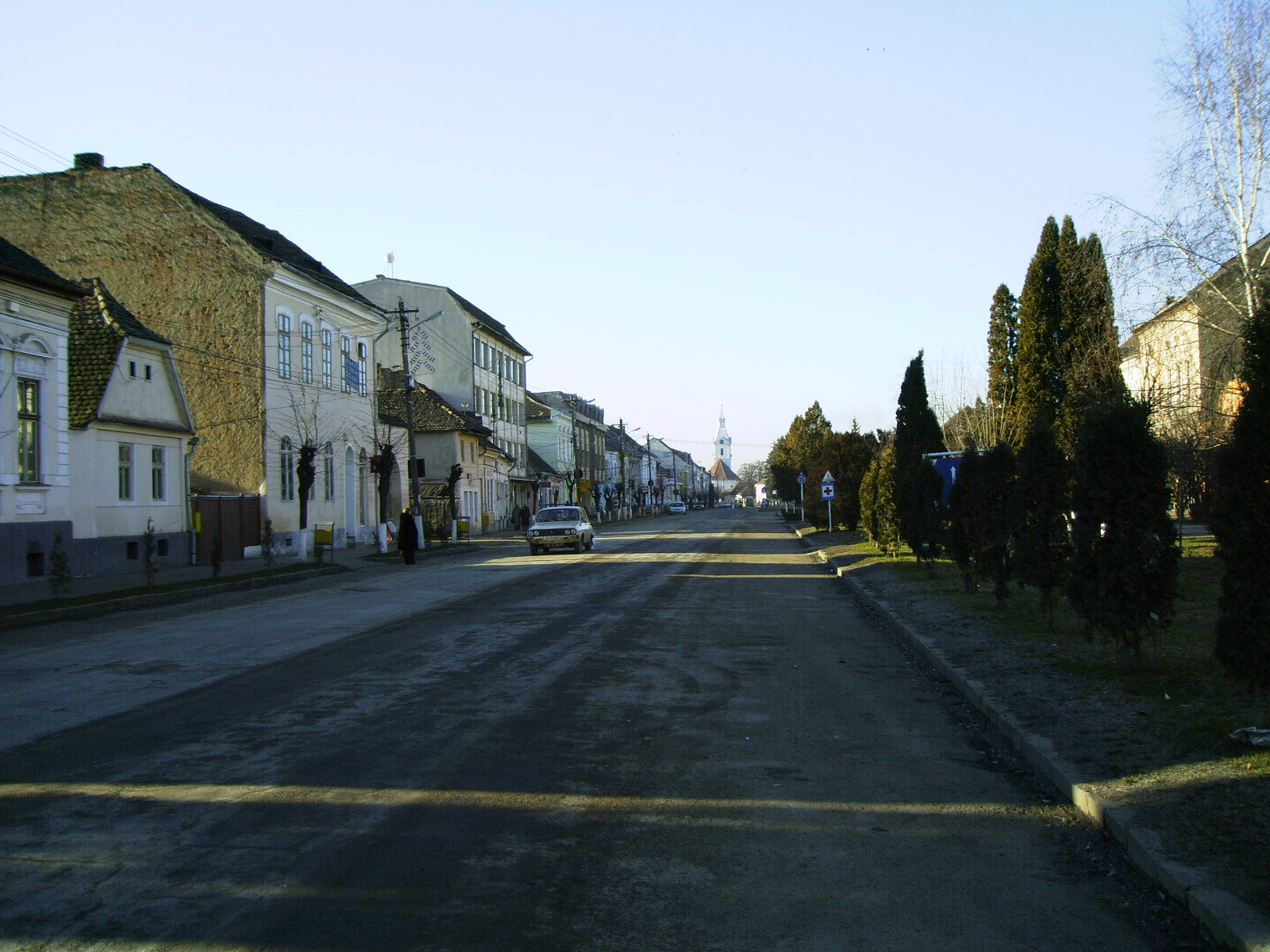
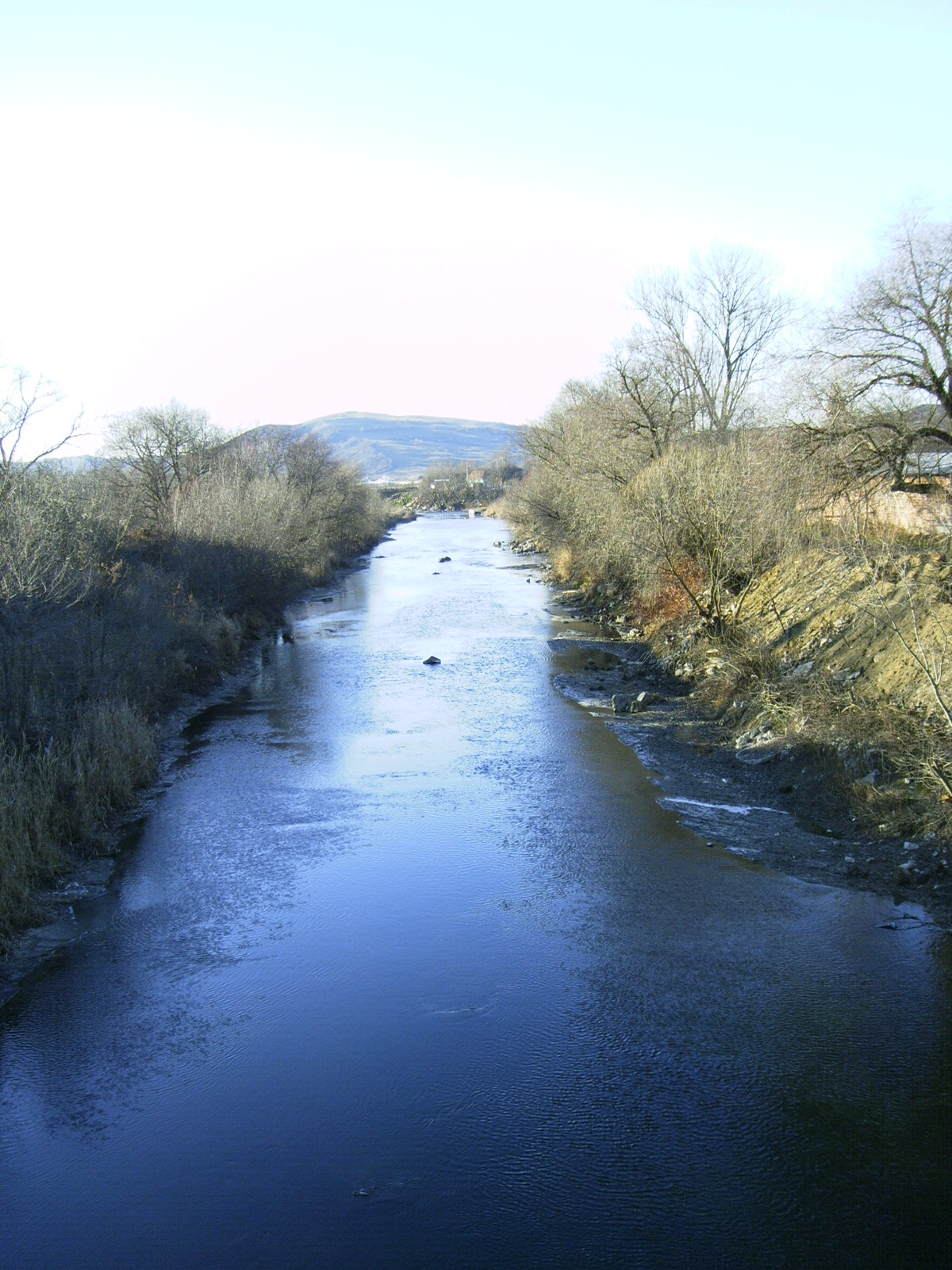